# Câu lạc bộ bóng chuyền Sanest Khánh Hòa
Câu lạc bộ bóng chuyền Sanest Khánh Hòa (gọi tắt Sanest Khánh Hòa) là một câu lạc bộ bóng chuyền Nam chuyên nghiệp có trụ sở ở Khánh Hòa, Việt Nam. Đây là đội bóng đang thi đấu tại Giải bóng chuyền vô địch quốc gia Việt Nam. Về thành tích, Sanest Khánh Hòa chỉ đứng sau Ninh Bình và Thể Công - là những đội bóng Nam có thành tích tốt nhất qua 21 mùa Giải bóng chuyền vô địch quốc gia Việt Nam tính từ năm 2004 đến 2024. Tại Giải bóng chuyền vô địch quốc gia Việt Nam 2024, Sanest Khánh Hòa đã đi đến trận chung kết nhưng thất bại trước Biên Phòng và kết thúc mùa giải ở vị trí á quân.

## Thành tích
Tại Giải bóng chuyền vô địch quốc gia Việt Nam:
- Vô địch các mùa giải: 2008, 2017, 2020, 2023.[1][2][3]
- Á quân các mùa giải: 2011, 2015, 2016, 2019, 2022, 2024
- Hạng ba các mùa giải: 2014, 2021

Tại Giải bóng chuyền cúp Hoa Lư:
- Vô địch các mùa giải: 2017
- Á quân các mùa giải: 2020
- Hạng ba các mùa giải: 2008, 2011, 2018, 2021

Tại Giải bóng chuyền cúp Doveco:
- Vô địch các mùa giải: 2020

Tại Giải bóng chuyền cúp Hùng Vương:
- Vô địch các mùa giải: 2016, 2017, 2019, 2021
- Á quân các mùa giải: 2011, 2023, 2024
- Hạng ba các mùa giải: chưa có

## Đội hình thi đấu

### Đội hình hiện tại
Cập nhật danh sách tháng 12 năm 2022.
- Huấn luyện viên:  Bùi Quang Ngọc
- Trợ lý: Phan Văn Nghiệp, Trần Tấn Dũng

| Số áo | Họ và tên          | Vị trí     | Chiều cao (m) | Cân nặng(kg) | Năm sinh | Bật đà (cm) | Bật chắn (cm) | Ghi chú                    |
| ----- | ------------------ | ---------- | ------------- | ------------ | -------- | ----------- | ------------- | -------------------------- |
| 1     | Huỳnh Trung Trực   | Libero     | 1,76          | 70           | 1990     | 305         | 280           | Tuyển QG 2022              |
| 2     | Trần Xuân Tân      | C2         | 1,80          | 75           | 1990     | 315         | 300           |                            |
| 3     | Dương Văn Tiên     | Chủ công   | 1,90          | 76           | 1996     | 330         | 315           | Tuyển QG 2022              |
| 4     | Lê Đức Mạnh        | Libero     | 1,65          | 60           | 1998     | 285         | 290           |                            |
| 5     | Trần Triển Chiêu   |            | 1,94          | 87           | 1996     | 345         | 320           |                            |
| 6     | Ngô Văn Kiều       | Chủ công   | 1,96          | 76           | 1984     | 335         | 330           |                            |
| 7     | Nguyễn Văn Phong   |            | 1,91          | 82           | 1989     | 333         | 320           |                            |
| 8     | Phạm Thái Hưng     | Phụ công   | 1,98          | 78           | 1990     | 335         | 330           | Tuyển QG 2022              |
| 9     | Từ Thanh Thuận (C) | Đối chuyền | 1,93          | 78           | 1992     | 345         | 325           | Tuyển QG 2022              |
| 10    | Phạm Quốc Dư       | Chủ công   | 1,92          | 82           | 1996     | 345         | 340           |                            |
| 11    | Võ Minh Long       |            | 1,88          | 74           | 1992     | 330         | 315           |                            |
| 12    | Nguyễn Đình Nhu    | Phụ công   | 1,93          | 82           | 1993     | 330         | 320           | Tuyển QG 2022              |
| 16    | Nguyễn Duy Hùng    |            | 1,92          | 95           | 2003     | 335         | 330           |                            |
| 17    | Freere Philip Jame |            | 1,90          | 82           | 1996     | 355         | 330           | Ngoại binh người Australia |
| 18    | Lê Quốc Thiện      |            | 1,89          | 84           | 1996     | 330         | 320           |                            |
| 19    | Nguyễn Quốc Đoàn   | Chủ công   | 1,88          | 78           | 1997     | 330         | 315           |                            |

### Đội hình quá khứ
- Cập nhật danh sách tháng 12 năm 2022:[4] 	Huấn luyện viên: Bùi Quang Ngọc, Trợ lý: Phan Văn Nghiệp, Trần Tấn Dũng. Các cầu thủ: Huỳnh Trung Trực	(Libero), Trần Xuân Tân	(Chuyền hai),  Dương Văn Tiên	(Chủ công),	 Lê Đức Mạnh	(Libero),	 Trần Triển Chiêu,		Ngô Văn Kiều	(Chủ công),	 Nguyễn Văn Phong,	Phạm Thái Hưng	(Phụ công),  Từ Thanh Thuận (Đội trưởng, Đối chuyền), Phạm Quốc Dư	(Chủ công),	 Võ Minh Long,		Nguyễn Đình Nhu, Nguyễn Duy Hùng,	 Phạm Tấn Đạt	(Libero),  Freere Philip Jame	,  Lê Quốc Thiện, Nguyễn Quốc Đoàn.
- Danh sách các vận động viên thi đấu năm 2020: Huỳnh Trung Trực, Trần Xuân Tân, Dương Văn Tiên, Trần Triển Chiêu, Ngô Văn Kiều, Nguyễn Văn Phong, Phạm Thái Hưng, Từ Thanh Thuận (Đội trưởng), Võ Minh Long, Nguyễn Đình Nhu, Lê Quang Đoàn, Phạm Tấn Đạt, Lê Quốc Thiên, Nguyễn Quốc Đoàn, Douglas Bueno.